# Eddie Vinson
Eddie Vinson (Houston, 1917. december 18. – Los Angeles, 1988. július 2.) blues-, dzsessz-, R&B szaxofonos.

## Pályafutása
Vinson szülei mindketten zongoristák voltak, így már igen megismerkedett a zenével. Gimnazista korában kezdett szaxofonozni. 1935-ben csatlakozott Chester Boone zenekarához, amelyben akkoriban T-Bone Walker is szerepelt. 1936-1941 között Milt Larkin zenekarában játszott.
1941-ben New Yorkba ment, ahol a Cootie Williams Orchestra zenésze lett, és olyan albumai születtek, mint például a klasszikussá lett Cherry Red.
1945-ben megalapította saját zenekarát, melynek tagja volt az akkor még ismeretlen John Coltrane is. Itt született néhány kiemelkedő darabja, pl. Kidney Stew és a Cleanhead Blues. 1947-ben felkerült az R&B slágerlistákra az Old Maid Boogie-val.
Rövid ideig Count Basie zenekarában játszott, az 1960-as években pedig a Johnny Otis Show-val dolgozott.
Vinson ötvenéves pályafutása során rengeteget készített felvételeket, és rendszeresen fellépett Európában és az Egyesült Államokban. 1988-ban halt meg szívrohamban, kemoterápiás kezelés közben. Los Angelesben.

## Albumok
1957: Clean Head's Back in Town

1962: Back Door Blues

1967: Cherry Red

1969: Kidney Stew is Fine

1969: Live! in France

1970: The Original Cleanhead

1971: You Can't Make Love Alone

1974: Jamming the Blues

1978: The „Clean” Machine

1978: Live at Sandy's (Eddie „Cleanhead” Vinson and the Muse All Stars)

1978: Hold It Right There! (Eddie „Cleanhead” Vinson and the Muse All Stars)

1979: Redux: Live at the Keystone Korner

1980: Kansas City Shout (with Count Basie and Big Joe Turner)

1982: Eddie „Cleanhead” Vinson & Roomful of Blues

1980: Fun in London

1986: Blues in the Night Volume One: The Early Show (Live in Los Angeles with Etta James)

1986: The Late Show: Blues in the Night, Volume 2

1987: Oscar Peterson + Harry Edison + Eddie „Cleanhead” Vinson

1996: Kidney Stew (The Definitive Black & Blue Sessions)

2003: Bald Headed Blues (His Complete King Recordings 1949-1952)

2006: Honk for Texas (1942-1954)

2007: Blues, Boogie & Bebop – Meat's Too High

2008: Jumpin' the Blues

2019: Mr. Cleanhead Blows His Greatest Hits (Selected Singles 1944-1950)

## Díjak
- Háromszor jelölték Grammy-díjra